# Rakolczai László
Rakolczai László (1937. március 26-ig Fucsek) dr. (Jászalsószentgyörgy, 1901. december 21. – Buenos Aires, 1960. április 18.) magyar katonatiszt, katonai attasé.

## Élete és pályafutása
Apja R. Fucsek Gyula, állami elemi iskolai tanító volt, anyja neve Lenkei Oktávia.
Középiskolai tanulmányait a császári és királyi Mária Terézia Katonai Akadémián végezte, 1918-ban érettségizett Bécsújhelyen. Tanulmányait a budapesti Ludovika Akadémián folytatta.
Munkája mellett egyetemi tanulmányokat is folytatott, 1931-ben okleveles közgazda lett, 1933. március 1-én pedig doktori címet kapott.  1941 körül a Pázmány Péter Tudományegyetem Állam- és Jogtudományi Karán, a Korszerű honvédelem kérdése címmel tartott honvédelmi előadásokat. A Francia-magyar, magyar-francia katonai szótár szerkesztője volt.
A katonai ranglétrát végig járva 1940-ben a honvéd vezérkari főnök szárnysegéde lett, majd 1941 novemberétől katonai attasé lett Helsinki, 1942 októberétől Rómában, 1943 decemberétől pedig Bernben.
Berni tevékenysége során Vörös János vezérkari főnök utasítására üzeneteket közvetített az angol-amerikai hadviselő fél és a magyar vezetők között.
A nyilaspuccs után leváltották, de nem tért haza, ezért távollétében „hűtlenség” címén lefokozták. 1946. augusztus 1-jével saját kérésére szolgálaton kívüli viszonyba helyezték.

## Könyve
- Dr. Bán Mihály - Dr. Rakolczai László: Korszerű honvédelem. Budapest, 1942.

## Kitüntetései
- A Magyar Érdemrend lovagkeresztje
- Magyar Érdemrend lovagkeresztje hadiszalagon
- A Magyar Érdemrend tisztikeresztje (1944. július 1.)
- Tiszti Katonai Szolgálati Jel III. osztálya
- Erdélyi Emlékérem
- Délvidéki Emlékérem
- Német Sas Rend II. osztályú érdemkeresztje (1941. december 23.)
- Finn Szabadságkereszt Rend III. osztálya kardokkal (1942)
- osztrák Háborús Emlékérem
- bolgár Háborús Emlékérem

## Forrás
- ↑ Szakály: Szakály Sándor: A 2. vkf. osztály: Tanulmányok a magyar katonai hírszerzés és elhárítás témaköréből 1918–1945. 2. javított és kiegészített kiadás. Budapest: Magyar Napló; (hely nélkül): Veritas. 2015.   230–231. o. ISBN 978-615-5465-61-1